# Лаптиха (Приволжский район)
Лаптиха — деревня в Приволжском районе Ивановской области России. Входит в состав Новского сельского поселения.

## География
Деревня расположена в северной части Ивановской области, в зоне хвойно-широколиственных лесов, в пределах восточной части Ростово-Плёсской моренной гряды, при автодороге 24Н-036, на расстоянии примерно 15 км (по прямой) к юго-востоку от города Приволжск, административного центра района. Абсолютная высота — 129 м над уровнем моря.

### Климат
Климат характеризуется как умеренно континентальный, с продолжительной морозной многоснежной зимой и умеренно жарким влажным летом. Среднегодовая температура воздуха — 2,7 °C. Средняя температура воздуха самого холодного месяца (января) — −11,8 °C (абсолютный минимум — −46 °C), средняя температура самого тёплого (июля) — 17,4 °С (абсолютный максимум — 38 °C). Безморозный период длится около 120—150 дней. Годовое количество атмосферных осадков составляет 700—750 мм, из которых большая часть выпадает в тёплый период.

### Часовой пояс
Деревня Лаптиха, как и вся Ивановская область, находится в часовой зоне МСК (московское время). Смещение применяемого времени относительно UTC составляет +3:00.

## Население
| 1872 | 1897 | 1907 | 2002 | 2010 |
| ---- | ---- | ---- | ---- | ---- |
| 84   | ↗117 | ↗242 | ↘0   | →0   |